# Pfersdorf (Hildburghausen)
Pfersdorf ist ein Ortsteil der Stadt Hildburghausen im Landkreis Hildburghausen in Thüringen.

## Lage
Der Ortsteil liegt an der Landesstraße 1132 südwestlich von Hildburghausen und nördlich von Leimrieth.

## Geschichte
Bereits am 12. April 912 wurde das Dorf erstmals urkundlich erwähnt.
Pfersdorf war 1628 von Hexenverfolgung betroffen. Zwei Frauen gerieten in einen Hexenprozess und wurden enthauptet.
Das zu Pfersdorf gehörende Gut Friedenthal wurde in der DDR-Diktatur zum Sperrgebiet erklärt und für Übungen der Zivilverteidigung und der Betriebskampfgruppen zweckentfremdet. Die politische Wende verhinderte den vollständigen Abriss. 350 Personen wohnten Anfang 2019 im Ort.

## Sehenswürdigkeiten
Die St.-Nikolaus-Kirche liegt oberhalb des Dorfes auf einer Anhöhe.